# Pterocyclophora hampsoni
Pterocyclophora hampsoni là một loài bướm đêm trong họ Erebidae.